# Kanton Lamentin
Kanton Lamentin (francouzsky Canton de Lamentin) je francouzský kanton v departementu Guadeloupe v regionu Guadeloupe. Tvoří ho pouze obec Lamentin.